# Torre de Cerredo
De Torre de Cerredo, of Torrecerredo (Asturisch: La Torre Cerredu) is een 2648 meter hoge bergtop. Het is de hoogste berg van de Picos de Europa in het Cantabrisch Gebergte. De Torrecerredo ligt in de Urrieles (het centrale massief van de Picos de Europa) op de grens van de provincies Asturië en León.
De makkelijkste beklimming start vanuit Jou de Cerredo. De laatste 200 meter zijn een eenvoudige rotsbeklimming, waarvoor geen speciaal gereedschap nodig is. 